# Matthieu Nguyễn Văn Khôi
Matthieu Nguyễn Văn Khôi (ur. 13 października 1959 w Phước Sơn) – wietnamski duchowny rzymskokatolicki, od 2012 biskup Quy Nhơn.

## Życiorys
Święcenia kapłańskie przyjął 10 maja 1989 i został inkardynowany do diecezji Quy Nhơn. Po święceniach pracował jako proboszcz w Bình Đinh, a w 2000 rozpoczął w Rzymie studia doktoranckie z teologii moralnej. W 2005 powrócił do kraju i objął probostwo w parafii katedralnej.
31 grudnia 2009 papież Benedykt XVI mianował go biskupem koadiutorem Quy Nhơn. Sakry biskupiej udzielił mu 4 lutego 2010 bp Pierre Nguyễn Văn Nhơn. 30 czerwca 2012 objął rządy w diecezji.